# Mark up
In economia, il mark up è il rapporto tra il prezzo di un bene o servizio e il suo costo (es.: 120 ÷ 100 = 1,20 cioè mark up o ricarico del 20%) e si distingue dal margine di contribuzione, calcolato come differenza tra prezzo e costo ma rapportati al prezzo (120 − 100) ÷ 120 = 16,67%.
Il mark up può essere espresso come un importo fisso o come percentuale del totale del costo o del prezzo di vendita. 
Il mark up è una funzione decrescente del grado di concorrenza esistente nel mercato dei beni.